# Microsema croceata
Microsema croceata är en fjärilsart som beskrevs av Stoll 1781. Microsema croceata ingår i släktet Microsema och familjen mätare. Inga underarter finns listade i Catalogue of Life.

## Bildgalleri

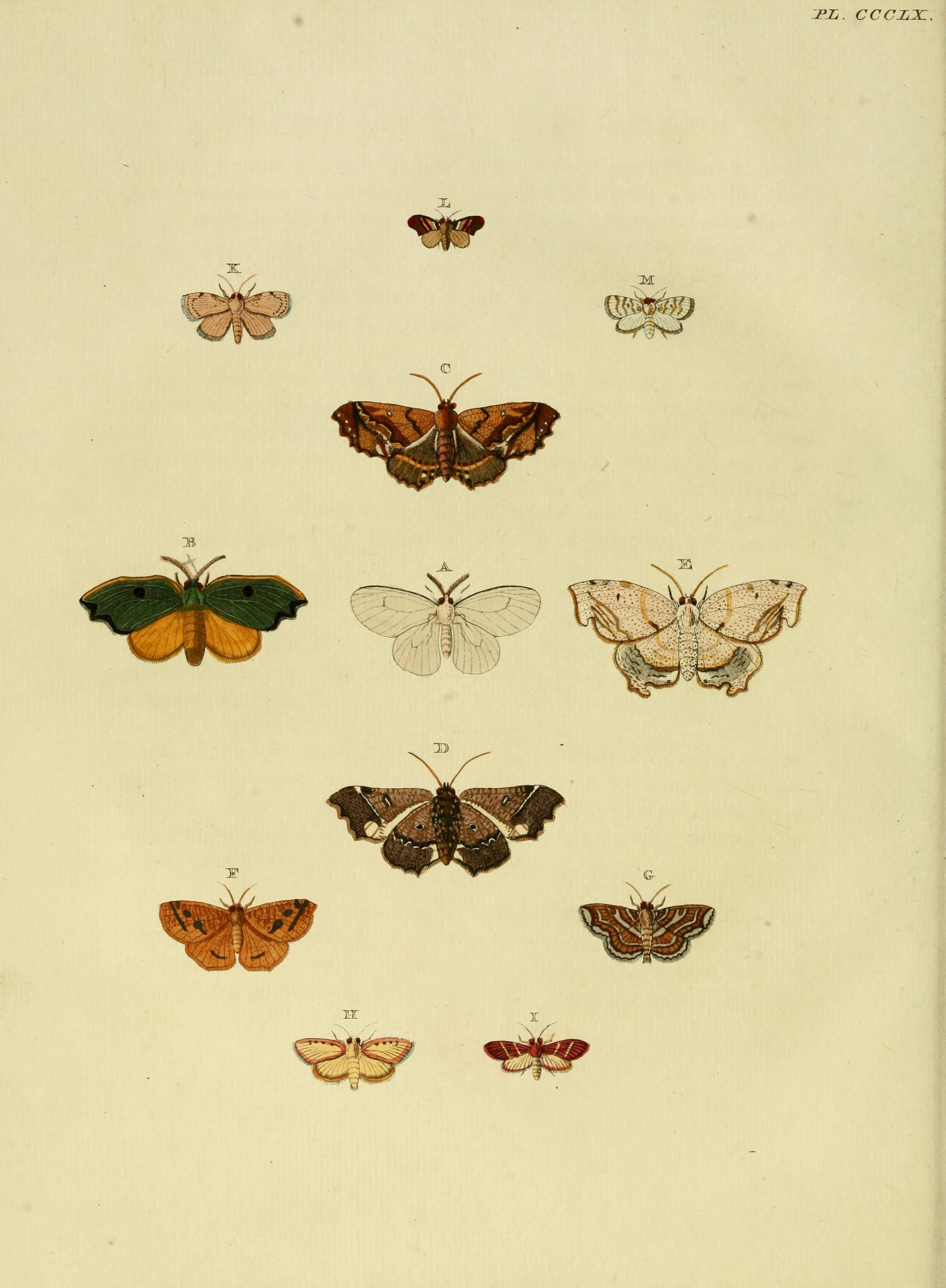